# Trilineare Koordinaten
Trilineare Koordinaten (genauer: homogene trilineare Koordinaten) sind in der Dreiecksgeometrie ein von Julius Plücker eingeführtes Hilfsmittel, um die Lage eines Punktes bezüglich eines Dreiecks zu beschreiben.

## Definition und Schreibweise
Gegeben sei ein Dreieck ABC. Für einen beliebigen Punkt P der Zeichenebene heißen drei reelle Zahlen {\displaystyle x}, {\displaystyle y} und {\displaystyle z} (homogene) trilineare Koordinaten von P, wenn es eine von 0 verschiedene reelle Zahl {\displaystyle r} gibt, sodass
{\displaystyle x\,=\,rd_{BC};\quad y\,=\,rd_{CA};\quad z\,=\,rd_{AB}}
gilt. Dabei bezeichnen {\displaystyle d_{BC}}, {\displaystyle d_{CA}} und {\displaystyle d_{AB}} die vorzeichenbehafteten Abstände des Punktes P von den Geraden BC, CA bzw. AB. Die Größe {\displaystyle d_{BC}} erhält positives Vorzeichen, wenn P auf derselben Seite von BC liegt wie die Ecke A, und negatives Vorzeichen, wenn sich P und A auf verschiedenen Seiten von BC befinden. Entsprechend werden die beiden anderen Vorzeichen festgelegt.
Die Gesamtheit der trilinearen Koordinaten eines Punktes wird entweder als geordnetes Tripel {\displaystyle (x,y,z)} geschrieben oder in der Form {\displaystyle x:y:z}.
Trilineare Koordinaten sind nicht eindeutig definiert: Multiplikation mit einer beliebigen reellen Zahl ungleich 0 liefert wieder trilineare Koordinaten des gegebenen Punktes.

## Beispiele
- Die Ecken A, B und C des gegebenen Dreiecks haben die trilinearen Koordinaten {\displaystyle (1,0,0)}, {\displaystyle (0,1,0)} bzw. {\displaystyle (0,0,1)}.
- Der Inkreismittelpunkt eines Dreiecks hat die trilinearen Koordinaten {\displaystyle (1,1,1)}, da er von allen drei Seiten des Dreiecks den gleichen Abstand hat.
- Für den Schwerpunkt eines Dreiecks lauten die trilinearen Koordinaten gleichwertig {\displaystyle \left({\frac {1}{a}},\,{\frac {1}{b}},\,{\frac {1}{c}}\right)} oder {\displaystyle \left(bc,\,ca,\,ab\right)} oder {\displaystyle \left(\csc \alpha ,\,\csc \beta ,\,\csc \gamma \right)}. Dabei stehen {\displaystyle a}, {\displaystyle b}, {\displaystyle c} für die Seitenlängen, {\displaystyle \alpha }, {\displaystyle \beta }, {\displaystyle \gamma } für die Größen der Innenwinkel und {\displaystyle \csc } für den Cosecans.

## Zusammenhang mit den baryzentrischen Koordinaten
Zwischen den trilinearen Koordinaten und den in der Dreiecksgeometrie ebenfalls häufig verwendeten baryzentrischen Koordinaten besteht ein einfacher Zusammenhang: Sind die trilinearen Koordinaten durch {\displaystyle \left(x,y,z\right)} gegeben, so erhält man als baryzentrische Koordinaten {\displaystyle \left(ax,by,cz\right)}, wobei {\displaystyle a}, {\displaystyle b} und {\displaystyle c} für die Seitenlängen stehen.

## Berechnen der dritten Koordinate
Insbesondere sind die realen vorzeichenbehafteten Abstände geeignete Werte für die trilinearen Koordinaten, also {\displaystyle (d_{BC},d_{CA},d_{AB})}, man spricht dann von normalisierten trilinearen Koordinaten. Die zugehörigen baryzentrischen Koordinaten {\displaystyle (a\cdot d_{BC},b\cdot d_{CA},c\cdot d_{AB})} genügen der Bedingung (das ist der Fall {\displaystyle k=1} bei Punkt (6) und (7) in ):
{\displaystyle a\cdot d_{BC}+b\cdot d_{CA}+c\cdot d_{AB}=2\cdot {\text{Fläche}}(\triangle ABC)}
Sind zwei der drei Abstände bekannt, ist es mithilfe der obigen Formel problemlos möglich, den dritten Wert zu berechnen.
Die bekanntesten Spezialfälle:
- Inkreismittelpunkt, trilinear {\displaystyle (\rho ,\rho ,\rho )}: Umfang des Dreiecks * Radius des Inkreises = 2 * Fläche des Dreiecks.

- Eckpunkte, trilinear {\displaystyle (h_{a},0,0),(0,h_{b},0),(0,0,h_{c})}: Grundseite * Höhe = 2 * Fläche des Dreiecks.

## Formeln
Trilineare Koordinaten ermöglichen in vielen Fällen die Anwendung algebraischer Methoden in der Dreiecksgeometrie. Beispielsweise sind drei Punkte {\displaystyle P_{1}}, {\displaystyle P_{2}} und {\displaystyle P_{3}} mit den trilinearen Koordinaten
{\displaystyle x_{1}:y_{1}:z_{1}}
{\displaystyle x_{2}:y_{2}:z_{2}}
{\displaystyle x_{3}:y_{3}:z_{3}}
genau dann kollinear, wenn die Determinante
{\displaystyle D=\left|{\begin{matrix}x_{1}&y_{1}&z_{1}\\x_{2}&y_{2}&z_{2}\\x_{3}&y_{3}&z_{3}\end{matrix}}\right|}
gleich 0 ist. Die zu diesem Satz duale Aussage ist ebenfalls richtig: Drei Geraden, die durch die Gleichungen
{\displaystyle x_{1}\alpha +y_{1}\beta +z_{1}\gamma =0},
{\displaystyle x_{2}\alpha +y_{2}\beta +z_{2}\gamma =0},
{\displaystyle x_{3}\alpha +y_{3}\beta +z_{3}\gamma =0}
gegeben sind, haben genau dann einen gemeinsamen Punkt, wenn {\displaystyle D=0} gilt.